# After Forever (álbum)
| Críticas profissionais | Críticas profissionais |
| Avaliações da crítica  | Avaliações da crítica  |
| Fonte                  | Avaliação              |
| ---------------------- | ---------------------- |
| Allmusic               | [ 1 ]                  |
| Metal Forces           | (8/10)                 |
| Metal Storm            | [ 3 ]                  |

After Forever é o quinto e último álbum de estúdio da banda holandesa de metal sinfônico After Forever, que foi lançado em 2007 nos Países Baixos pela Nuclear Blast. A faixa bônus "Lonely" está inclusa na versão digipak do álbum. O disco alcançou a sexta posição nas paradas holandesas.

## Faixas
| N.º            | Título                                      | Compositor(es) | Duração |  |
| 1.             | "Discord"                                   | Floor Jansen   | 4:36    |  |
| 2.             | "Evoke"                                     | Jansen         | 4:24    |  |
| 3.             | "Transitory"                                | Jansen         | 3:29    |  |
| 4.             | "Energize Me"                               | Jansen         | 3:09    |  |
| 5.             | "Equally Destructive"                       | Jansen         | 3:31    |  |
| 6.             | "Withering Time"                            | Jansen         | 4:31    |  |
| 7.             | "De-Energized"                              | Jansen         | 5:10    |  |
| 8.             | "Cry with a Smile"                          | Jansen         | 4:25    |  |
| 9.             | "Envision"                                  | Jansen         | 3:56    |  |
| 10.            | "Who I Am" (com participação de Doro Pesch) | Jansen         | 4:36    |  |
| 11.            | "Dreamflight"                               | Jansen         | 11:09   |  |
| 12.            | "Empty Memories"                            | Jansen         | 4:55    |  |
| 13.            | "Lonely" (faixa bônus)                      | Jansen         | 3:24    |  |
| 14.            | "Sweet Enclosure" (faixa bônus)             | Jansen         | 5:03    |  |
| Duração total: | Duração total:                              | Duração total: | 66:18   |  |

## Desempenho nas paradas
| País          | Parada (2007)        | Melhor posição |
| ------------- | -------------------- | -------------- |
| Alemanha      | Media Control Charts | 98             |
| Bélgica       | Ultratop (Flandres)  | 89             |
| Bélgica       | Ultratop (Valônia)   | 72             |
| França        | SNEP                 | 105            |
| Países Baixos | Dutch Charts         | 6              |

## Créditos

### A banda
- Sander Gommans – guitarra, vocais
- Luuk van Gerven – baixo
- Floor Jansen – vocais
- André Borgman – bateria
- Bas Maas – guitarra
- Joost van den Broek – teclado, arranjo dos corais e orquestra, engenharia de áudio

### Músicos convidados
- Rannveig Sif Sigurdardottir – mezzo-soprano (coral)
- Amanda Somerville – alto (coral)
- Previn Moore – barítono, tenor (coral)
- Jeff Waters – solo de guitarra em "De-Energized"
- Doro Pesch – vocais em "Who I Am"
- Orquestra Sinfônica de Praga – orquestra conduzida por Richard Hein

### Produção
- Gordon Groothedde – produção, engenharia de áudio, mixagem